# Ordre du Mérite sportif
L’ordre du Mérite sportif, créé par décret en date du 6 juillet 1956 en France, était destiné à récompenser les personnes qui se sont distinguées par leur contribution au développement de l'éducation physique, des sports et de toutes les activités s'y rattachant.

## Histoire
L'ordre du Mérite sportif a été créé par le ministère de l'Éducation nationale, de la Jeunesse et des Sports à la suite du décret no 56-689 du 6 juillet 1956. Cet ordre a pour but de récompenser les personnes qui se sont distinguées par leur contribution à l'amélioration et au développement de l'éducation physique et des sports ainsi que des mouvements de jeunesse…
À la suite du décret no 63-1196 du 3 décembre 1963 sur la création de l'ordre national du Mérite, l'ordre du Mérite sportif est dissous, cependant les titulaires de l'Ordre continuent à jouir des prérogatives qui y sont attachées.

## Nomination
Pour pouvoir être reçu dans l'ordre du Mérite sportif, il faut être âgé de trente-deux ans, jouir de ses droits civiques et être titulaire de la médaille d'honneur de la jeunesse et des sports ou de la médaille d'honneur de bronze de l'éducation physique et des sports. Cependant si le candidat justifie des mérites extraordinaires, il pourra alors déroger à la condition d'âge.
Les étrangers peuvent également être admis dans l'ordre du Mérite sportif, sans devoir respecter la condition d'âge. Cependant, si la personne réside en France, elle devra se soumettre aux mêmes conditions qu'un citoyen français.
Chaque nomination est rendue publique par un décret publié dans le Bulletin officiel des décorations, médailles et récompenses.

## Conseil de l'ordre
Le conseil de l'ordre est composé du directeur du cabinet du ministre chargé des sports, du directeur général de la jeunesse et des sports, d'un membre du conseil de l'ordre de la Légion d'honneur, du président du comité national des sports, de deux présidents de fédérations sportives affiliées à ce comité, du président du comité olympique français, du président du conseil national des sports militaires, du président de l'association nationale des médaillés de l'éducation physique et des sports, d'un recteur d'académie, d'un inspecteur général, d'un inspecteur principal et d'un inspecteur de la jeunesse et des sports, d'un inspecteur d'académie, de deux fonctionnaires de la direction générale de la jeunesse et des sports, d'une personnalité sportive et de l'administrateur civil en chef du bureau des affaires générales de la direction générale de la jeunesse et des sports.
Les membres du conseil sont nommés pour quatre ans.

## Apparence
L'insigne de chevalier ainsi que celui d'officier est d'une largeur de 30 mm et d'une hauteur de 50 mm en une Victoire debout dressant au-dessus d'elle une couronne de laurier et reposant sur un médaillon portant en exergue « Mérite sportif » au revers l'inscription « République française ». Celui de chevalier est en bronze; il est suspendu à un ruban moiré d'une largeur de 3 cm de couleur bleu nattier et bordé d'un liséré jaune or de 3 mm.
Celui d'officier est en argent ; il est suspendu à un ruban avec rosette aux mêmes couleurs que celui de chevalier.
L'insigne de commandeur est d'une largeur de 15 mm et d'une hauteur de 55 mm, consiste en une Victoire debout, dressant au-dessus d'elle une couronne de lauriers et reposant sur un médaillon dont le fond est émaillé bleu nattier sur sa face. Le médaillon est bordé de rayons et porte en exergue les inscriptions « Mérite sportif » sur sa face et de « République française » sur son revers. L'insigne de commandeur est en or. Celui-ci est suspendu à une cravate.

## Grades

Chevalier
Officier
Commandeur

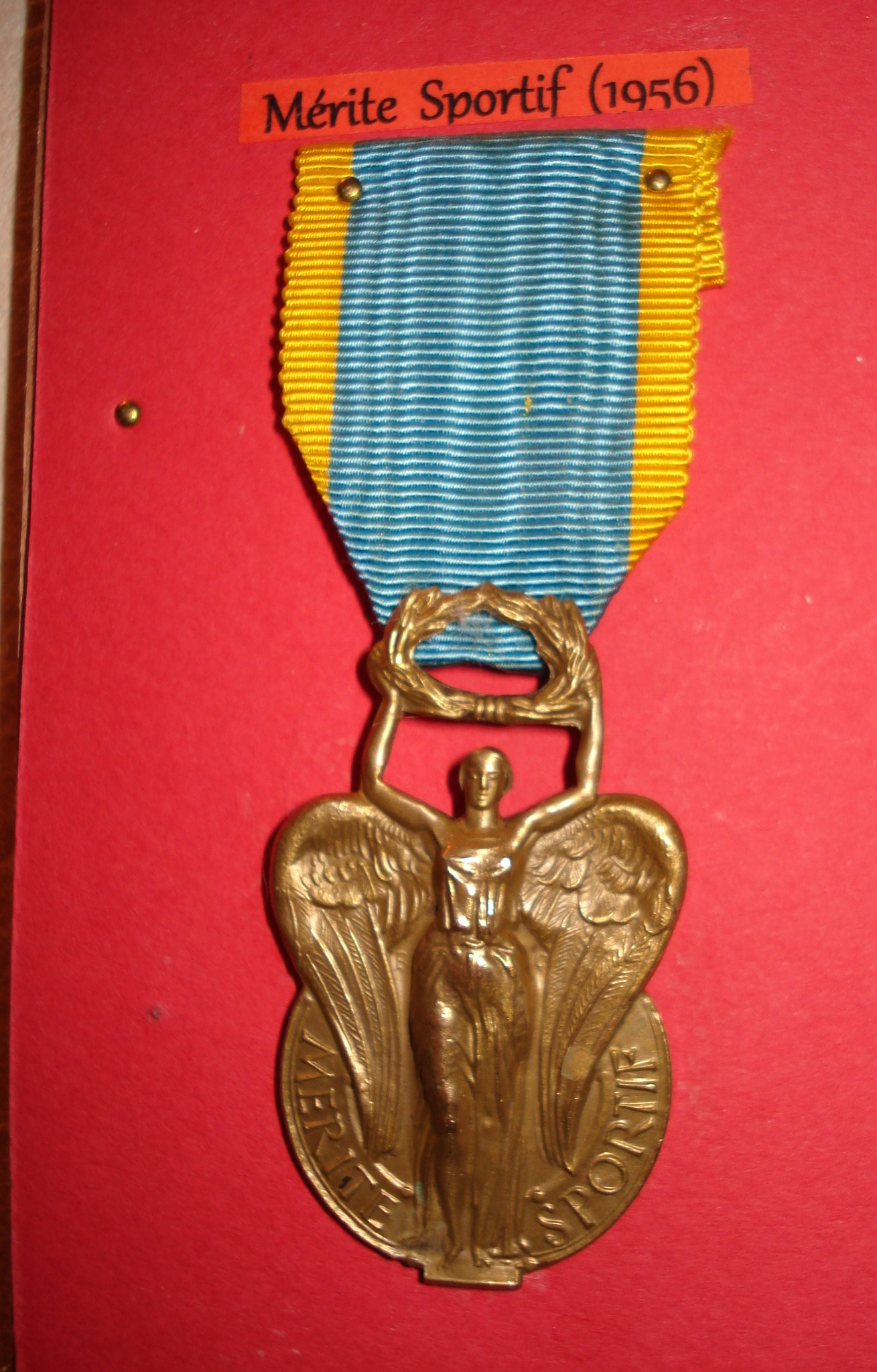
Chevalier
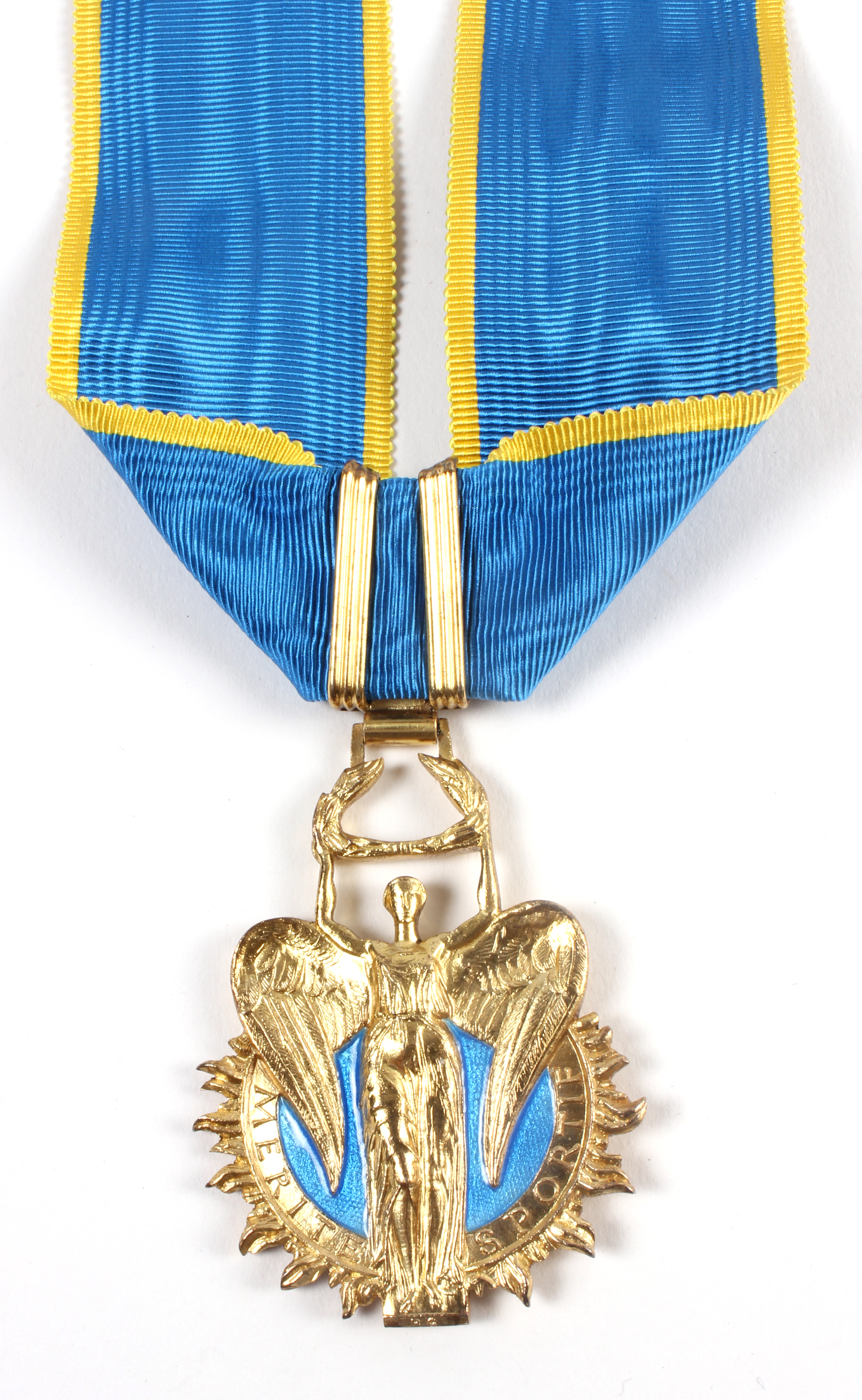
Commandeur